# Chobotnice skvrnitá
Chobotnice skvrnitá (Hapalochlaena maculosa) je druh chobotnice patřící do čeledi chobotnicovití (Octopodidae) a rodu Hapalochlaena. Vyskytuje se ve vodách jižní Austrálie. Mezi chobotnicemi je malým druhem, měřícím okolo 20 cm. Zbarvení má tmavohnědé až tmavožluté s nahnědlými skvrnami, je-li chobotnice podrážděná, skvrny ztmavnou a uvnitř se objeví jasně modré kruhy či kruhovité obrazce, které navíc mohou působit pulzujícím dojmem. Jedná se o formu aposematismu, tedy upozornění živočichů v okolí na její jedovatost. Bakterie v zadních slinných žlázách chobotnice produkují tetrodotoxin a další jedy paralyzující činnost svalů. Otrava může nastat jak při kousnutí, tak i při případné konzumaci, protože jedovaté mohou být i další tkáně. Otrava je smrtelná i pro člověka.
Živí se korýši, jako jsou krabi, které zabíjí jedem, lovit může i měkkýše nebo malé ryby. Chobotnice skvrnité jsou samotářsky žijící tvorové, jiné jedince svého druhu vyhledávají pouze při rozmnožování. Při něm samec vloží samici po nezbytné předehře přeměněným chapadlem do vejcovodu spermie. Samice sesbírá sperma od více samců, následně naklade 50 až 60 vajíček, o něž se stará okolo šesti až sedmi měsíců. V této době vajíčka neustále chrání, nevyhledává aktivně potravu a během líhnutí mláďat uhyne. Mláďata loví od čtyř týdnů sama, pohlavní dospělosti dosahují ve čtyřech měsících.
IUCN hodnotí chobotnici skvrnitou za taxon málo dotčený, a to na základě širokého zeměpisného rozšíření. Druh může být ohrožen primárně ztrátou přirozeného prostředí a následky klimatických změn, možné ohrožení představuje také odchyt do akvárií, zabíjení lidmi a další aktivity člověka.

## Taxonomie
Chobotnice skvrnitá a její příbuzní patří do čeledi chobotnicovitých (Octopodidae). Rod Hapalochlaena zahrnuje více než deset druhů, z toho jen čtyři byly formálně popsány. Jednotlivé druhy se odlišují velikostí a znaky na těle. Z fylogenetických studií vychází jako blízce příbuzný rod Amphioctopus, se kterým pravděpodobně tvoří rod Hapalochlaena společný klad. Oba rody pak společně s rody Abdopus, Ameloctopus, Cistopus a Octopus tvoří širší klad, který je součástí obsáhlejší skupiny rodů, sdružující chobotnice s dvouřadým uspořádáním přísavek a s inkoustovým váčkem. Tato skupina bývá označována jako podčeleď Octopodinae.
Odborným jménem chobotnice skvrnité je Hapalochlaena maculosa. Druh popsal britský zoolog William Evans Hoyle roku 1883, přičemž jeho původní jméno Octopus maculosus je v současnosti považováno za synonymní. Existuje i několik dalších vědeckých synonym.

## Výskyt a stanoviště
Chobotnice skvrnitá je živočichem Indo-Pacifiku. Podobně jako všechny ostatní zbývající druhy rodu Hapalochlaena se vyskytuje ve vodách Austrálie, konkrétně v jižních regionech od západní části kontinentu až po východ státu Victoria. Omezená schopnost tohoto druhu šířit se do vzdálenějších oblastí vedla spolu s preferencemi specifického stanoviště a krátkým životním cyklem k omezení genového toku napříč areálem rozšíření. Chobotnice z východního pobřeží se dle analýzy DNA významně geneticky liší od populací ze západního pobřeží.
Chobotnici skvrnitou lze najít až do hloubky 50 m, obyčejně se však vyskytuje v mělké vodě v lagunách nebo mezi korály, žít může rovněž mezi kameny či v koloniích sumek (Ascidiacea). Často ji lze potkat v různých štěrbinách, do kterých se dostane díky svému měkkému tělu a v nichž se ukrývá před nepřáteli. Oblíbeným úkrytem jsou například schránky mlžů. Někdy si útočiště vyhrabe v písku či bahnu. V jejím přirozeném prostředí je možno ji spatřit zvláště po bouřkách, kdy je aktivní její kořist.

## Popis

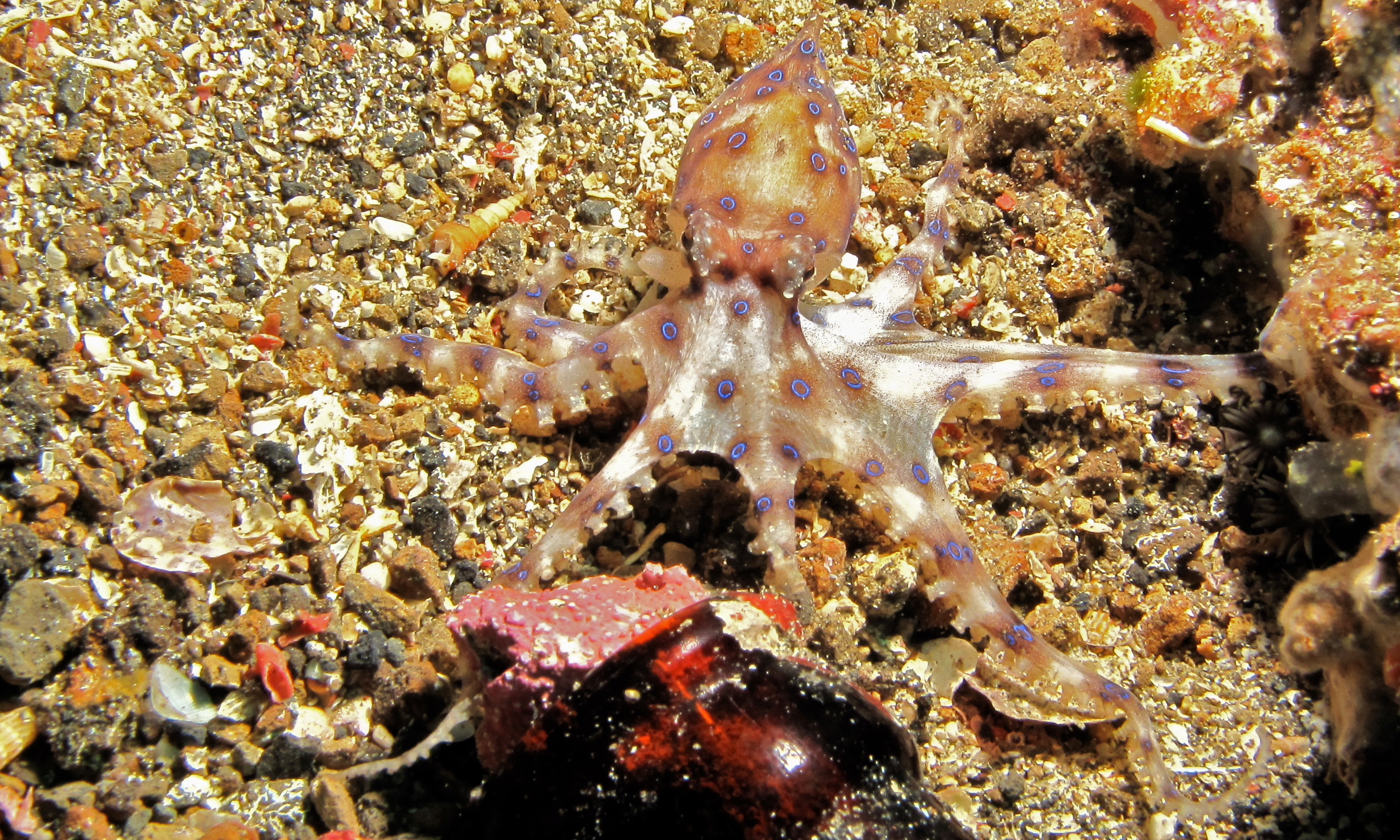
Chobotnice skvrnitá

Chobotnice skvrnitá patří mezi malé druhy chobotnic, délka těla dosahuje asi 20 cm, z toho délka chapadel činí zřídkakdy více než 12 cm. Plášť je špičatý a obyčejně není větší než 5 cm. Hmotnost jedinců tohoto druhu se odhaduje na 38 gramů. K plavání používá jak tělo, tak chapadla. Tělo chobotnice skvrnité je zvrásněné a hrubé. Zbarvena je šedě až hnědě, s nahnědlými kruhovými skvrnami, které za normálních okolností slouží jako maskování. Na každém rameni je jich okolo deseti, deset jich je i na zbytku pláště. Je-li chobotnice podrážděná, skvrny ztmavnou a uvnitř se objeví jasně modré kruhy či kruhovité obrazce, které navíc mohou působit pulzujícím dojmem. Jev je způsoben reakcí buněk chromatoforů. Chobotnicím skvrnitým se toto výstražné zbarvení objeví v šestém týdnu života. V blízkosti očí se může vyskytnout růžové zbarvení.

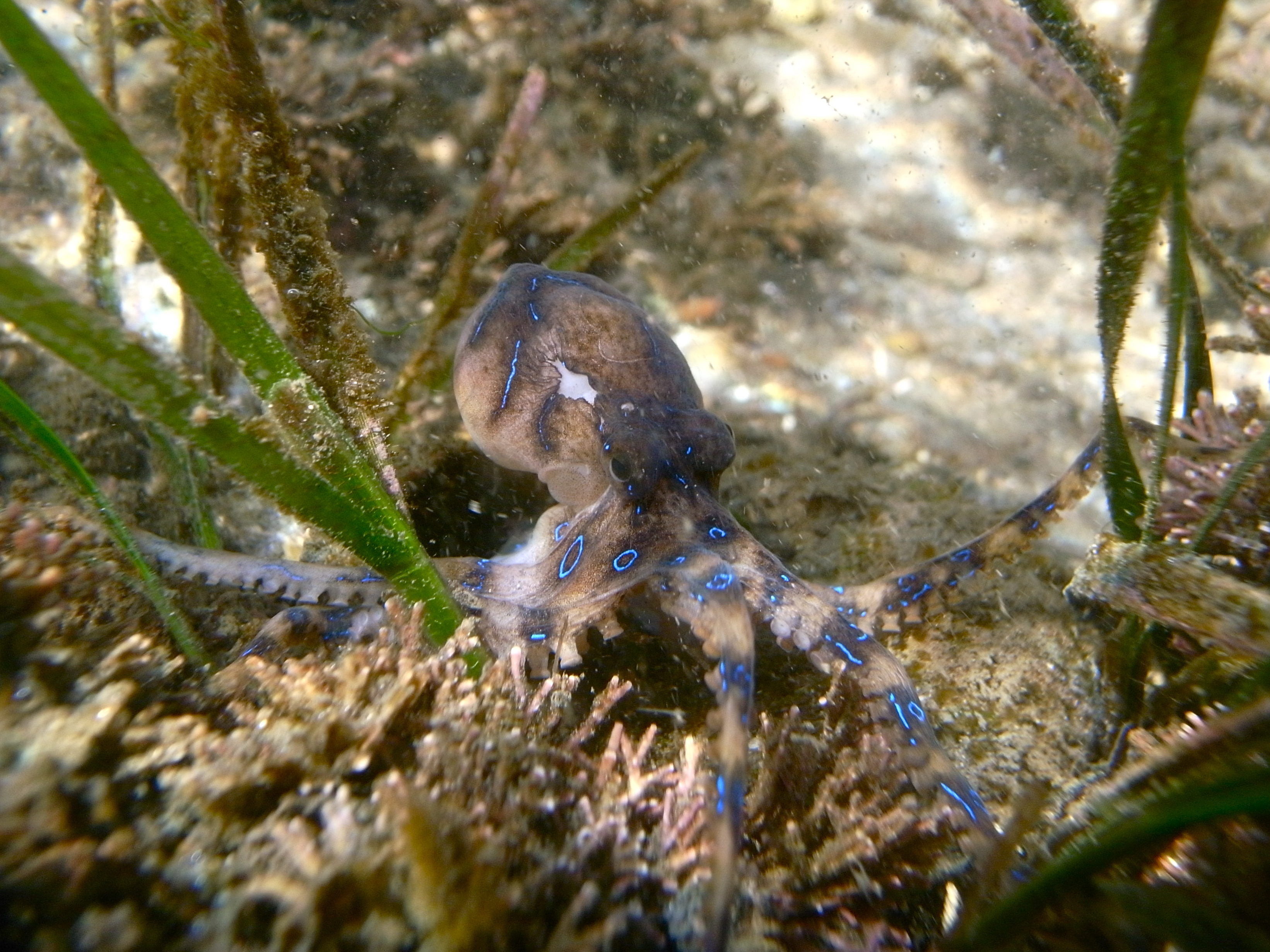
Chobotnice skvrnitá focena v Sydney

Výrazný vzor objevující se při podráždění je formou aposematismu a varuje před jedovatostí nositele; toxické jsou všechny druhy z rodu. Bakterie rodů Alteromonas, Bacillus, Pseudomonas a Vibrio vytvářejí ve dvou zadních slinných žlázách chobotnice jed tetrodotoxin (který je mimochodem znám například i u čtverzubců rodu Takifugu) a některé další toxické látky. Tyto žlázy se nacházejí ve střevním prostoru a každá má hmotnost 0,15 g.
Chobotnice používá dva typy jedů: jeden na zabíjení kořisti a druhý, silnější, na obranu. Jedovatý sekret se před kousnutím promíchá se slinami, obsahujícími antikoagulant bránící srážení krve. Toxické však mohou být i samotné měkké tkáně, stejně jako vajíčka. Mláďata jsou jedovatá již od vyklubání. Jed má neurotoxické účinky, blokuje přenos nervových impulsů do svalů. Pro otravu u člověka jsou charakteristické dýchací potíže spojené se špatnou řečí a polykáním, rozostřené vidění, znecitlivění těla a paralýza. Funkce srdce není jedem ovlivněna, srdeční činnost selhává následkem selhání dýchání. Smrt u kočky nastává při intravenózním podání osminy jedové žlázy do patnácti minut. U člověka nastává smrt při pokousání za tři až čtyři hodiny. Otrava může nastat jak při kousnutí, které je téměř bezbolestné, tak při konzumaci měkkých tkání obsahujících tetrodotoxin. Druh však obvykle není agresivní a místo útoku se raději zamaskuje.

### Záměna
Chobotnice skvrnitá se vzhledem podobá dalším dvěma druhům rodu Hapalochlaena. Jedná se o chobotnici kroužkovanou (Hapalochlaena lunulata), jež má větší skvrny, a chobotnici pruhovanou (Hapalochlaena fasciata), jejíž obranné zbarvení tvoří pruhovaný vzor. Oba zmíněné druhy chobotnic mají navíc odlišný areál výskytu; chobotnice kroužkované obývají severní pobřeží Austrálie a chobotnice pruhované pobřežní oblast okolo Nového Jižního Walesu.

## Potrava
Chobotnice skvrnitá je lovec s noční aktivitou. Mezi její oblíbenou potravu patří korýši, jako jsou krabi. Loveckou strategií obvykle bývá vyloučení dávky jedu do vody nad krabem, jejíž účinky začnou na oběť působit do dvou minut. Krab následně upadne do paralýzy. Někdy svou kořist chobotnice znehybní přímo jedovatým kousnutím či ji prý pevně obalí tělem a vylučovaný jed kraba usmrtí průnikem do dýchacího systému. Po ochrnutí z něj chobotnice trhá kusy svalstva; jestliže je však hladová, chová se agresivněji a útočí na svou kořist, i pokud ještě není zcela paralyzována. Mimo korýšů může chobotnice skvrnitá lovit i měkkýše nebo drobné druhy ryb.
Po ochrnutí kořisti se zvýší chobotnici tep ze 45 na 75 úderů za minutu; je možné, že se tak připravuje na konzumaci kořisti.

## Rozmnožování a vývoj

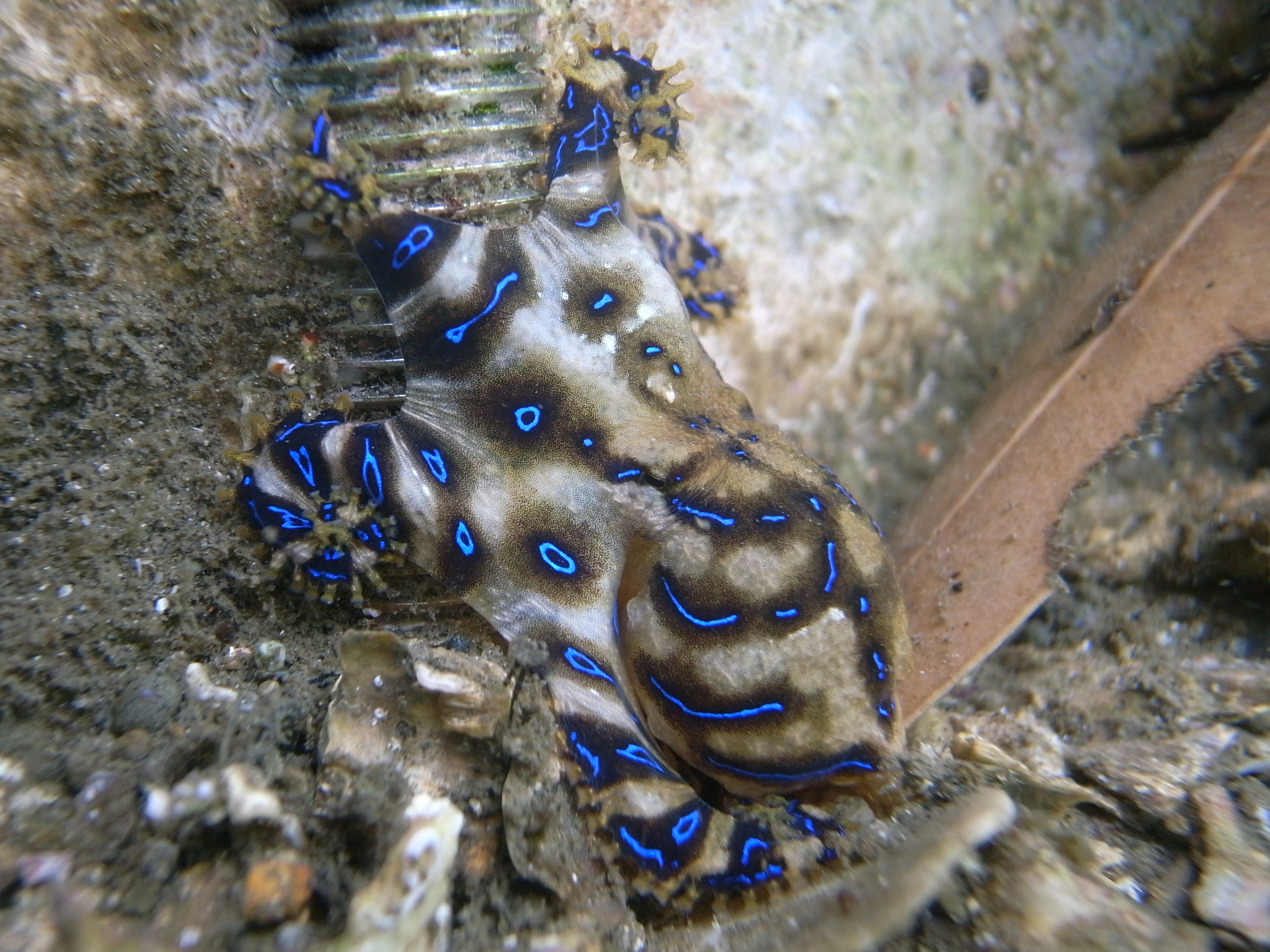
Chobotnice skvrnitá se znatelnými modrými skvrnami

Chobotnice skvrnité jsou samotářsky žijící tvorové, setkání vyhledávají pouze při rozmnožování, jež probíhá ve volné přírodě sezónně během února a března. Samice při námluvách začne lákat samce svým zbarvením a pohyby těla. Poté u páru proběhne společná předehra, kdy se vzájemně dotýkají těly. Samec následně vloží přeměněným chapadlem (hektokotylus) spermie do vejcovodu samice. Ta tímto způsobem posbírá spermie od více samců a naklade 50 až 60 vajíček, o něž se stará kolem šesti až sedmi měsíců. Chrání je vlastním tělem, ukrytá ve strnulé poloze, přičemž se téměř nepohybuje, pouze občas se snůšky dotýká chapadly. Hýbá se v případě vyrušení a jestliže je pohyb nevyhnutelný, vykonává jej pomocí dvou chapadel a ostatními chrání nevyklubané potomstvo.
Během péče o mláďata samice aktivně nevyhledává potravu, pravděpodobně se ale živí některými vajíčky, ztráty mohou činit až 40 %. Chobotnice jsou ve vajíčcích zpočátku malé, s málo znatelnými chapadly a beze skvrn, za několik dní od tohoto stádia se u nich již začínají vyvíjet pigmentové skvrny. Ke konci vývoje se mláďata ve vajíčku otočí, čímž se mohou vyvíjet ve větším prostoru, a za zhruba týden se vyklubou; ve volné přírodě během konce října a na začátku listopadu. Vývoj těchto chobotnic je přímý (což je mezi mořskými bezobratlými spíše výjimka). Při líhnutí roztahují a smršťují svůj plášť, čímž se příslušná vajíčka postupně rozpínají a nakonec prasknou. Mláďata si s sebou čtyři až šest hodin nesou zbytky žloutkového váčku, ze kterého získávají živiny. Mláďata, která svůj žloutek ztratí, uhynou. Přeživší chobotnice začnou přijímat potravu asi za týden a ve čtyřech týdnech mohou lovit kraby, přičemž si nejprve volí menší jedince. První měsíc se volně vznáší v moři s planktonem, poté se přesunou na mořské dno. Pohlavní dospělosti dosahují ve čtyřech měsících. Samice uhyne během líhnutí mláďat ve věku 12 až 13 měsíců. Samci zahynou vyčerpáním po období rozmnožování ve věku 6 až 8 měsíců.

## Vztah slidmi

### Otravy

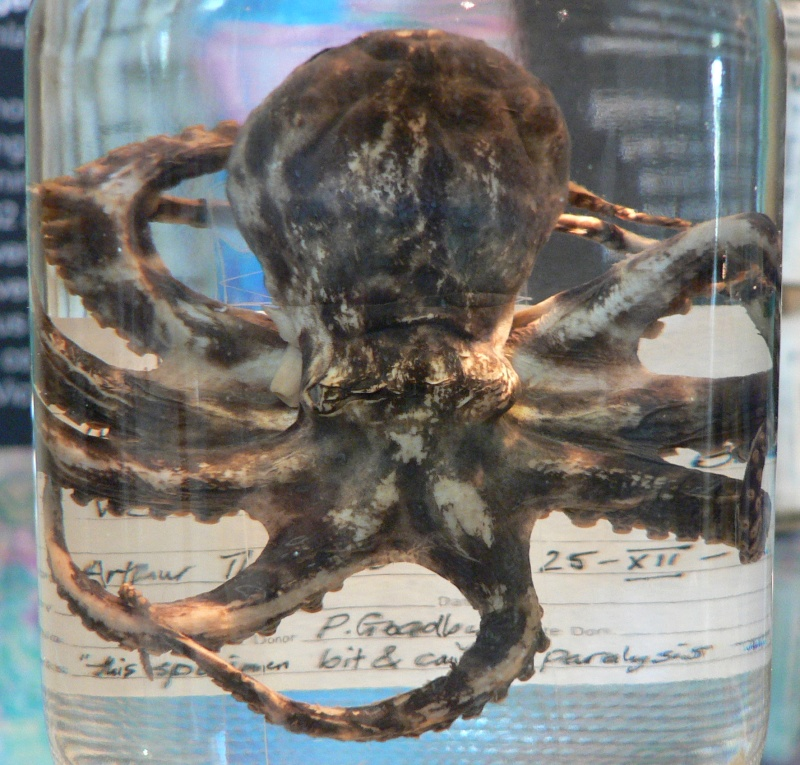
Exemplář chobotnice skvrnité, který kousl muže do ruky ve viktorijském Ricketts Point; muž díky lékařské pomoci zranění přežil

Až do poloviny 20. století nebylo známo, že by mohl být jed některé chobotnice pro člověka smrtelný, přestože o otravě korýšů se již vědělo. V roce 1954 však potápěč při sběru chobotnic chytil pravděpodobně chobotnici skvrnitou, která jej přitahovala svým zbarvením, a nechal si ji projít po ramenou. Brzy poté se u něj začaly projevovat příznaky otravy a za dvě hodiny i přes lékařskou pomoc zemřel. Následující rok chobotnice skvrnitá smrtelně pokousala dva vojáky. Do roku 1967 je datováno další doložené pokousání s následkem smrti, kdy voják sebral jednoho zástupce rodu. Pokousání na ruce vyústilo v selhání dechu a smrt. Pomoc po kousnutí spočívá ve vydezinfikování a chlazení pokousaného místa, v případě, že postižený nedýchá, je nutné zahájit úkony resuscitace. Nezbytný je rychlý převoz do nemocnice, kde probíhá umělé dýchání pomocí přístrojů a podpora srdce po dobu odbourávání jedu; antidotum neexistuje. Při správném postupu otrava nezanechá trvalé následky.

### Ohrožení
Mezinárodní svaz ochrany přírody (IUCN) hodnotí chobotnici skvrnitou jako málo dotčený taxon, a to primárně na základě rozsáhlého areálu výskytu. Velikost populace je neznámá. Pokles populace může způsobit sběr chobotnic z volné přírody. Jedná se o oblíbeného chovance v akváriích, a to i přes nebezpečí jedovatého kousnutí, o němž nemusejí být zájemci ani řádně informováni. Ohrožujícím faktorem je také ztráta přirozeného prostředí, mezi možné hrozby se řadí přítomnost člověka (turisté, potápěči) v areálu přirozeného výskytu. Lidé navíc kvůli jedu zvířata často preventivně zabíjejí. Otázkou zůstávají budoucí dopady klimatických změn. IUCN doporučuje další výzkumy, které by mohly napomoci zjistit velikost populace a případné dopady jednotlivých hrozeb.

### Význam
Chobotnice skvrnitá redukuje stavy invazních druhů korýšů. Výzkum jedů, mezi kterými hraje velkou roli tetrodotoxin z chobotnice skvrnité, tvoří významnou část farmaceutického průmyslu Austrálie. Jed chobotnic skvrnitých může nalézt medicínské využití.